# أخ وأخت
أخ وأخت (بالألمانية: Die Geschwister) مسرحية ذات فصل واحد من تأليف الكاتب المسرحي الألماني يوهان فولفغانغ فون غوته، بدأ غوته كتابة المسرحية في أكتوبر من العام 1776، وعرضت لأول مرة في نوفمبر من نفس العام في مدينة فايمار. نُشرت المسرحية طباعة للمرة الأولى في 1787.

## وصلات خارجية
- أخ وأخت، على مشروع جوتنبرج.
- أخ وأخت، على أرشيف الإنترنت.
- أخ وأخت، على كتب جوجل.
- أخ وأخت، على موقع أمازون.
- أخ وأخت[وصلة مكسورة]، على مكتبة جامعة ويسكونسن-ماديسون.
- أخ وأخت، على مكتبة جامعة هارفارد.